# Elektrociepłownia Pruszków
Elektrownia Pruszków – elektrociepłownia znajdująca się w Pruszkowie, przy ul. Waryńskiego 1 w dzielnicy Gąsin, 10 km na południowy zachód od Warszawy w województwie mazowieckim. Została uruchomiona w 1914 roku i jest najstarszą działającą elektrownią w strukturze PGNiG Termika.
Elektrownia składa się z:
- 5 kotłów parowych o mocy nominalnej łącznej 149 MW
- 2 kotłów wodnych o mocy łącznej 58 MW
- turbozespołu o mocy 8 MW
- turbozespołu o mocy 1 MW (uruchomienie 2008/2009, rozruch próbny I/II-2009, eksploatacja od połowy II-2009)

Elektrociepłownia dostarcza ciepło odbiorcom w rejonie Pruszkowa i Piastowa.

## Historia zakładu

### Początki
Historia elektroenergetyki na terenie obecnego Pruszkowa zaczęła się na początku XX w. Pierwsze instalacje elektryczne powstały w dwóch pruszkowskich zakładach przemysłowych: chemicznym Żółtowskiego gdzie zainstalowano w 1901 r. ok. 50 żarówek oraz w Akcyjnym Przedsiębiorstwie Tillmanowskiej Huty Żelaza, w którym w 1903 r. oddano do użytku instalację obejmującą około 130 żarówek. Na instalacje własne pozwolić sobie mogły tylko bogatsze zakłady. Dla ludności elektryczność była niedostępna.
W listopadzie 1913 r. zebranie gromadzkie powzięło uchwałę zalecającą wybudowanie elektrowni i elektryfikację wsi Pruszków. 24 listopada 1913 r. pełnomocnicy wsi Pruszków (hr. Antoni Potulicki, inż. Józef Troetzer) podpisali umowę o budowę sieci oświetlenia elektrycznego z przedstawicielem firmy Gesellschaft fur Elektrische Unternehmungen (Towarzystwo Przedsiębiorstw Elektrycznych) z Berlina, inż. Aleksandrem Tyrmosem.
W 1914 r. rozpoczęła działalność prowizoryczna elektrownia o mocy 90 kW zasilała ona 350 żarówek. 30 lipca 1914 spółka niemiecka uzyskała 40-letnią koncesję na budowę sieci elektrycznych w całej gminie pruszkowskiej. W 1915 r. na skutek działań wojennych część urządzeń została zdemontowana i wywieziona z Polski. Rok 1917 przyniósł kolejne uruchomienie siłowni. Uruchomiono maszynę parową (lokomobilę) o mocy 150 KM napędzającą trójfazową prądnicę o mocy 100 kW. Moc elektrowni prowizorycznej w miarę zużywania się urządzeń malała i w efekcie w 1922 r. wynosiła ona 71 kW.

### Okres międzywojenny
Po I wojnie światowej przedsiębiorstwem zainteresował się największy ówczesny polski koncern energetyczny „Siła i Światło”, który odkupił 5 grudnia 1919 cały majątek elektrowni od Towarzystwa Przedsiębiorstw Energetycznych za sumę 350 000 marek niemieckich przejmując tym samym wszystkie zobowiązania firmy niemieckiej. Do realizacji tych zadań Ministerstwo Skarbu i Ministerstwo Przemysłu i Handlu powołało 31 grudnia 1919 spółkę akcyjną pod nazwą „Elektrownia Okręgowa w Pruszkowie Spółka Akcyjna”. Nowo utworzona spółka nabyła od „Siły i Światła” cały majątek elektrowni pruszkowskiej. Dodatkowa umowa zawarta 22 kwietnia 1920 przewidywała, że do 1923 r. nadzorować rozbudowę zakładu oraz udzielać porad technicznych i handlowych będzie „Siła i Światło”.
Głównymi udziałowcami spółki byli: „Siła i Światło”, Bank Kredytowy w Warszawie oraz Bank Handlowy w Warszawie. Część akcji znalazła się w rękach prywatnych. Możliwości finansowe akcjonariuszy okazały się niewystarczające na ukończenie rozbudowy elektrowni na skutek czego nawiązane zostały kontakty z British Engineers and Trades Syndicate, od którego uzyskano w 1923 r. kredyt. Do realizacji pożyczki powołano angielskie towarzystwo The Power and Traction Finance Company (Poland) Limited, które także w latach późniejszych udzielało kredytów na rozbudowę elektrowni w Pruszkowie. Kapitał angielski sukcesywnie wykupywał akcje elektrowni pruszkowskiej na skutek czego w 1933 r. posiadał on 65% kapitału zakładowego. Cześć kapitału znalazła się także w rękach belgijskich (18%).
I wojna światowa oraz problemy finansowe spowolniły budowę elektrowni. Pomimo że wznoszenie budynków zakończono w 1920 r., uruchomić elektrownie udało się dopiero na przełomie sierpnia i września 1924 r. Kierownikiem budowy od 1 października 1921 był inż. Kazimierz Wolff. W Elektrowni Okręgowej zainstalowane zostały dwie turbiny parowe o łącznej mocy 8,5 MW oraz 4 kotły parowe o wydajności 13t/h każdy. Moc elektrowni szybko wzrastała w związku z ciągle rosnącym zapotrzebowaniem. W 1928 r. wynosiła 16,5 MW, a w roku 1932 osiągnęła moc 31,5 MW. Ilość wyprodukowanej energii wzrosła od ok. 76 GWh w roku 1925 do 77,3 GWh w roku 1938.
Pierwszym dyrektorem został inż. Kazimierz Straszewski. Załoga elektrowni w 1925 r. liczyła 139 pracowników a w 1939 r. liczba zatrudnionych wzrosła do 184 osób.
W latach 30. sieć elektryczna zasilana z elektrowni pruszkowskiej wynosiła ponad 1000 km i zaopatrywała w energię 107 miejscowości. Elektrownia położona na uprzemysłowionym terenie miała zapewniony zbyt energii. Miała wpływ na lokalizowanie w jej sąsiedztwie nowych przedsiębiorstw. Obsługiwała ona zróżnicowanych odbiorców od dużych zakładów przemysłowych takich jak „Lilpop, Rau i Loewenstein”, Państwowa Fabryka Karabinów, Polskie Zakłady „Skody”, Fabryka Samochodów „Ursus”, Fabryka Kabli w Ożarowie, po warszawski węzeł kolejowy, Radiocentralę Transatlantycką i stacje „Polskie Radio” w Raszynie. W sumie liczba odbiorców przemysłowych w 1938 r. wynosiła 1136.
Zużycie energii elektrycznej przez mieszkańców do celów oświetleniowych stanowiło margines całości produkcji, miało jednak znaczenie dla zakładu gdyż uniezależniało go od odbiorców przemysłowych. W 1938 r. liczba mieszkań przyłączonych do sieci wynosiła 29 641. W mieszkaniach używano głównie elektryczności do oświetleń, jednak już na początku lat 30. elektrownia rozpoczęła propagandę zastosowania prądu do grzejnictwa, pomp, radioodbiorników oraz domowego sprzętu mechanicznego. Od 1932 r. zorganizowano sprzedaż ratalną takich urządzeń. Duża popularnością cieszyły się grzejniki, których sprzedawano kilka tysięcy sztuk rocznie, a także radioodbiorniki sprzedawane w liczbie kilkuset rocznie.

### II wojna światowa
W dniu wybuchu II wojny światowej w elektrowni zainstalowane były cztery turbozespoły i 10 kotłów parowych o łącznej wydajności 230 t/h.
Wojska niemieckie podchodzące pod Warszawę 8 września 1939 zajęły elektrownię. W czasie tej operacji zakład nie ucierpiał i nie przerwał pracy. Początkowo spadła produkcja energii na skutek uszkodzeń sieciowych będących skutkiem działań wojennych, lecz po kapitulacji Warszawy przystąpiono do usuwania uszkodzeń. Naprawiono połączenie Pruszkowa z Wolą dla zasilenia sieci warszawskiej. Produkcja energii elektrycznej wzrosła do 86 500 MWh w 1941 r., a w 1943 r. wynosiła aż 110 500 MWh.
Dyrekcja zakładu zwiększyła zatrudnienie do 700 osób, chroniąc tym sposobem wiele ludzi przed wywiezieniem na przymusowe roboty. Załoga posiadała specjalne przepustki, umożliwiające poruszanie się przez całą dobę.
We wrześniu 1940 r. wyznaczony został pełnomocnik niemiecki SS Obergruppenführer Hans Führer nadzorujący pracę zakładu.
Lata okupacji były czasem rabunkowej eksploatacji maszyn, ponieważ nie było możliwości dokonywania naprawy ani modernizacji. Załoga sieciowa z trudem walczyła o uchronienie miedzi, którą Niemcy grabili w ramach „akcji miedziowej”. Duże problemy nastręczały nieregularne dostawy węgla o bardzo niskiej jakości. Od 1942 r. nakazano wyłączenia odbiorców, zwłaszcza prywatnych. Jednak personel wielkim nakładem pracy podłączał możliwie dużą liczbę prywatnych odbiorców, przynajmniej na noc.
Zimą 1942/1943 zapasy węgla spadły do minimum, co zmusiło do masowego wyłączenia odbiorców nawet takich jak Zakłady Mechaniczne Ursus. Sytuacja poprawiła się w 1944 r. i załodze udało się zgromadzić zapasy węgla, które później pozwoliły na pierwsze 8 miesięcy pracy elektrowni po wyzwoleniu.
Wśród pracowników zakładu zawiązała się grupa konspiracyjna Armii Krajowej. Związana ona była z VI Rejonem Helenów VII Obwodu Armii Krajowej „Obroża” z komendantem mjr. Edmundem Krzywdą–Rzewuskim ps. Paweł. Wielu dowódców Obroży posiadło „żelazne papiery” wystawione przez elektrownię, mimo że nie byli w niej faktycznie zatrudnieni. W 1941 r. na terenie elektrowni powstał z inicjatywy inż. Z. Wierzbowskiego (ps. „Konary”) oddział liczący 45 ludzi noszący kryptonim „Nenufar” pod dowództwem inż. por. Stefana Kwiatkowskiego ps. Zabłocki. Bezpośrednim zwierzchnikiem plutonu pruszkowskiego był kpt. Stanisław Skibniewski ps. Cubryna, dyrektor Elektrowni Warszawskiej. W latach 1942–1944 pluton szkolił się i gromadził broń. Latem 1944 r. pluton „Nenufar” otrzymał zadanie w ramach akcji „Burza”, którego celem było zdobycie przez grupy szturmowe ważnych obiektów takich jak radiostacje, elektrownie, poczty itp.
W dniu wybuchu powstania warszawskiego 1 VIII 1944. żołnierze „Nenufara” byli w gotowości bojowej. Akcje w Elektrowni wyznaczono na godz. 19. Sygnałem do rozpoczęcia akcji stał się sygnał syreny fabrycznej jednego z pruszkowskich zakładów. Oddział szturmowy dysponował jednym pistoletem automatycznym, sześcioma pistoletami i kilkoma granatami. Załoga niemiecka licząca 15 ludzi w chwili ataku była kompletnie zaskoczona i znajdowała się w wartowni. W wyniku akcji kilku Niemców zostało rannych, pięciu wzięto do niewoli i zamknięto w boksie transformatora, pozostałym udało się uciec. Rannych zostało dwóch polskich żołnierzy. Elektrownia została zdobyta a oddział wzbogacił się o karabin maszynowy i amunicję. O godz. 21 Niemcy posługując się wozem pancernym zdobyli wartownię. Nad ranem następnego dnia po naradzie z inż. K. Wolffem, pełniącym obowiązki dyrektora, powstańcy skapitulowali. Przed wkroczeniem Wermachtu i Gestapo część powstańców wraz z rannymi wycofała się sobie znanymi przejściami. Kilku ludzi z grupy szturmowej zostało aresztowanych, a Konrad Kurc ps. Joland został rozpoznany przez jednego z rannych Niemców i po okrutnym śledztwie rozstrzelany na rampie kolejowej.
W styczniu 1945 r. teren elektrowni został zaminowany przez niemiecką grupę techniczną TB-6. Do tego celu użyto 25 bomb lotniczych o wadze 150 kg każda i 10 skrzyń dynamitu.
16 stycznia 1945 Niemcy nakazali załodze opuszczenie zakładu i około godz. 17 wysadzili będącą w ruchu elektrownię. Jednym z ostatnich opuszczających zakład był inż. Kazimierz Wolff. Elektrownia w Pruszkowie była najbardziej zniszczoną elektrownią w Polsce. Stopień zniszczeń oszacowano na 67-80%. Już następnego dnia mgr inż. Franciszek Bilek kierował odbudową elektrowni. 18 grudnia 1945 uruchomiono turbozespół o mocy 8 MW oraz 2 kotły parowe, a w rok później następne 2 kotły. 22 lipca 1947 uruchomiono drugi turbogenerator o mocy 6,2 MW, a na początku maja 1949 r. oddano do użytku turbinę o mocy 10 MW.

### PRL
W 1945 roku pracownicy elektrowni pomagali w uruchomieniu Elektrowni Warszawskiej.
Odbudowę elektrowni zakończono w 1953 roku, osiągnęła ona wtedy moc 38 MW.
W dniu 30 VII 1947 Elektrownia Pruszkowska przeszła na własność państwa.
W 1957 r. powstała koncepcja uciepłownienia miasta Pruszkowa. Przystąpiono do budowy magistrali ciepłowniczych oraz urządzeń członu ciepłowniczego w elektrowni. Rozruch elektrociepłowni nastąpił w lutym 1959 r. Pierwszymi odbiorcami ciepła były zakłady „Porcelit” oraz Fabryka Ołówków. Zakład zaczął produkować także parę technologiczną, którą dostarczał do zakładów w Pruszkowie i Piastowie.
W latach 1959–1962 Elektrociepłownia Pruszków przynależała organizacyjnie do Elektrowni Powiśle tworząc pierwszy Zespół Elektrociepłowni. Dyrekcja urzędująca na Powiślu miała w planach likwidację EC Pruszków. Jednak zdecydowano się na rozbudowę członu ciepłowniczego o drugi wymiennik ciepła oraz pompy sieciowe większej mocy.
W dniu 1 I 1963 EC Pruszków organizacyjnie została włączona do Zakładu Energetycznego Warszawa Teren i w tej zależności pozostała do roku 1973.
W latach 1974–1979 elektrociepłownia zmienia ponownie organizację i wchodzi w skład Zespołu Elektrociepłowni Warszawa z siedzibą w EC Siekierki. W dniu 1 VI 1979 nastąpiło kolejne przeorganizowanie i EC Pruszków staje się częścią Zespołu Elektrociepłowni Żerań. Rok 1975 przynosi kolejną decyzję o likwidacji zakładu, jednak dynamiczny rozwój miast Pruszków i Piastów przyczynił się wydaniu decyzji o budowie dwóch kotłów wodnych WR-25. Kotły te zostają oddane do eksploatacji w latach 1982–1983. Zwiększa to moc cieplną zakładu do 176 MWt. W roku 1983 wyprodukowano ok. 1,6 mln GJ energii cieplnej i 12 tys. MWh energii elektrycznej przy mocy zainstalowanej 6,3 MW. Liczba pracowników w tym roku wynosiła 296 osób.
Lata 1984–1985 przyniosły kolejne modernizacje urządzeń. Ręczny układ odżużlania i odpopielania kotłów został zastąpiony układem hydroodżużlania i hydroodpolpielania. Została wybudowana nowa stacja przygotowania wody z wymiennikami jonitowymi. Rozbudowany został plac węglowy do pojemności 14 000 ton i zainstalowana została druga suwnica bramowa. Zbudowano układ zrzutów gorących i zamknięty układ wody chłodzącej, co ograniczyło odprowadzenie wód technologicznych do rzeki Utraty. Rozpoczęła się automatyzacja zakładu. Zbudowano centralną nastawnię cieplną, gdzie zgromadzono wszystkie podstawowe pomiary technologiczne zakładu i sieci cieplnej.
Lata 1985–1993 to okres modernizacji układów elektrycznych.
Rok 1986 był szczególnym rokiem dla zakładu, gdyż za zasługi dla rozwoju ciepłownictwa w mieście Pruszkowie i Piastowie Minister Górnictwa i Energetyki przyznał sztandar dla EC Pruszków. Kolejnym wyróżnieniem dla załogi było w 1988 r. udekorowanie sztandaru Złotą Odznaką Honorową „Za zasługi dla Warszawy”.

### III Rzeczpospolita
W 1989 r. zlikwidowano rozdzielnię 30 kV i zastąpiono ją nowocześniejszymi rozdzielniami 15 kV i 5,5 kV. 
W 1992 r. zaczęto sukcesywnie instalować nowe układy regulacyjno-pomiarowe oraz układy sterowania z zastosowaniem systemów komputerowych.
W 1993 r. uruchomiona została nowoczesna stacja uzdatniania wody oparta na technologiach odwróconej osmozy. Była to pierwsza taka instalacja zastosowana w polskiej energetyce.
W 1994 r. uruchomiono układ automatycznej synchronizacji turbozespołu z siecią energetyczną. EC Pruszków była prekursorem takiego rozwiązania w Zespole Elektrociepłowni Żerań.
W latach 1998–2002 w kanałach spalin kotłów parowych zostały zabudowane podgrzewacze wody sieciowej, dzięki którym moc cieplna osiągalna w EC Pruszków wzrosła do 186,21 MW.
Na początku 2009 r. uruchomiono nowy turbozespół TZ-7 o mocy elektrycznej 1 MW do pracy przez cały rok.
Dyrektorem EC Pruszków w latach 1984–2000 był mgr inż. Krystian Pruchniak. 27 I 2000 EW S.A. stała się częścią koncernu Vattenfall.
Elektrociepłownia Pruszków została administracyjnie połączona z ciepłownią Wola w 2001 r., a w 2008 r. z Elektrociepłownią Żerań.
W latach 2000–2008 dyrektorem elektrociepłowni Pruszków i ciepłowni Wola był mgr inż. Marek Szularz. 
Moc osiągalna cieplna EC Pruszków wynosi 186,21 MW łącznie dla wody i pary technologicznej. Zainstalowana moc elektryczna wynosi 9,1 MW.
W październiku 2010 r. Vattenfall podjął decyzję o wycofaniu aktywów z Polski. W styczniu 2012 r. PGNiG nabyło ponad 99% akcji Vattenfall Heat Poland SA. W wyniku tej transakcji uległa zmianie nazwa spółki na PGNiG TERMIKA SA.